# 오쏘탄산
오르토탄산(Orthocarbonic acid)은 화학식이 H4CO4인 가상의 분자이다. 오쏘탄산의 분자 구조는 하나의 탄소 원자가 네 개의 수산기와 결합한 모양이다.

## 같이 보기
- 규산
- 탄산